# Список дивізіонів штату Мадх'я Прадеш

## Дивізіони та округи
1. Дивізіон Бхопал — ( Бхопал, Райсен, Раджгарх, Сагар, Відіша) .
2. Дивізіон Чамбал — ( Бхінд, Морена, Шеопур )  — адмін.центр — м.Морена.
3. Дивізіон Гваліор — ( Ашокнагар, Датія, Гуна, Гваліор, Шівпурі) .
4. Дивізіон Індор — ( Аліраджпур, Барвані, Бурханпур, Дхар, Індор, Джхабуа, Кхандва, Кхаргон ) .
5. Дивізіон Джабалпур — ( Балагхат, Чхіндвара, Джабалпур, Катні, Мандла, Нарсінгхпур, Сеоні ) .
6. Дивізіон Нармадапурам — ( Бетул, Харда, Хошангабад ) .
7. Дивізіон Рева — ( Рева, Сатна, Сідні, Сінграулі ) .
8. Дивізіон Сагар — ( Чхатарпур, Дамох, Панна, Сагар, Тікамгарх ) .
9. Дивізіон Шахдол — ( Ануппур, Діндорі, Шахдол, Умаріа ) .
10. Дивізіон Удджайн — ( Девас, Мандсаур, Німач, Ратлам, Шаджапур, Удджайн ) .